# Santi Cappellani
Santi Cappellani (Catania, 3 gennaio 1991) è un politico italiano.

## Biografia
Studente di psicologia, è manager dell’azienda agricola di famiglia.

### Attività politica
Attivista 5 Stelle dal 2014, alle elezioni politiche del 2018 è eletto deputato del Movimento 5 Stelle in Sicilia. È membro dal 2018 della III Commissione Affari Esteri e comunitari. Da giugno 2018 a dicembre 2018 è stato membro della X Commissione attività produttive, commercio e turismo.
Il 7 gennaio 2020 lascia il Movimento 5 Stelle e confluisce nel Gruppo misto. Il 19 febbraio 2020, aderisce al gruppo parlamentare del Partito Democratico.